# Petar Konjović
Petar Konjović (serbisch-kyrillisch Петар Коњовић, * 5. Mai 1883 in Čurug; † 1. Oktober 1970 in Belgrad) war ein jugoslawischer Komponist, Musikpädagoge und -wissenschaftler.
Konjović studierte in Prag bei Vítězslav Novák. Er war Chorleiter, Lehrer und von 1921 bis 1926 Leiter der Oper in Belgrad. Danach leitete er die Theater von Osijek, Split, Novi Sad und von 1933 bis 1939 das Nationaltheater in Zagreb. Bis 1950 unterrichtete er dann an der Musikakademie von Belgrad; außerdem war er zwischen 1948 und 1955 Direktor des Belgrader Instituts für Musikwissenschaft.
Er komponierte sechs Opern, eine Sinfonie, eine sinfonische Dichtung, ein sinfonisches Triptychon, sinfonische Variationen, Drei Psalmen für Streichorchester, ein Violinkonzert, kammermusikalische Werke, Klavierwerke, jugoslawische Volksliedbearbeitungen und Liederzyklen.
Seit 1991 veranstaltet die Gesellschaft der Musik- und Ballettpädagogen den Internationalen Wettbewerb für junge Musiker Petar Konjović.

## Werke
- Die Hochzeit des Milos. Oper, (Zagreb 1917)
- Der Fürst von Zeta. Oper, (Beograd 1929)
- Kostana. Oper, (Zagreb 1931)
- Die Bäuerin. Oper, (Beograd 1952)
- Das Vaterland. Oper, (1960)
- Vater Cira und Vater Spira. Oper, (1965)